# Team Software Process
Team Software Process (TSP) är en metod för mjukvaruutveckling i grupp, baserad på Personal Software Process (PSP).
Gruppmedlemmarna tilldelas roller, vilka beskrivs med detaljerade skript.

## Böcker
- Watts S Humphrey, Introduction to the Team Software Process